# Бедрусько
Бедруско (пол. Biedrusko) — село в Польщі, у гміні Сухий Ляс Познанського повіту Великопольського воєводства.
Населення — 2098 осіб (2011).
У 1975-1998 роках село належало до Познанського воєводства.

## Демографія
Демографічна структура станом на 31 березня 2011 року:
|          | Загалом | Допрацездатний вік | Працездатний вік | Постпрацездатний вік |
| -------- | ------- | ------------------ | ---------------- | -------------------- |
| Чоловіки | 1053    | 173                | 804              | 76                   |
| Жінки    | 1045    | 175                | 681              | 189                  |
| Разом    | 2098    | 348                | 1485             | 265                  |